# کلوچه شوشتری
کلوچه شوشتری نوعی نان شیرین است که در تهیه آن از آرد سنگک، شکر، زیره سیاه یا سیاه دانه و روغن استفاده می‌شود. در نواحی جنوبی ایران دو ابزار برای ساختن این کلوچه به کار می‌رود یک «مُچوئه» که به مانند گوشت‌کوب ولی روی آن نقش برجسته دارد و با آن بر روی کلوچه نقش انداخته می‌شود و دیگری «سُک سُک» است که مانند گوشت‌کوبی است که بر روی آن چند ردیف میخ کوبیده باشند.